# قرش رأس الثور
قروش رأس الثور (Heterodontiformes) رتبة صغيرة من أسماك القرش القاعدية الحديثة (Neoselachii). توضع الأنواع الحية التسعة في جنس واحد، قرش رأس الثور (Heterodontus)، وفصيلة متباينة الأسنان (Heterodontidae). كلها صغيرة نسبيا، وأكبر الأنواع يصل أقصى طول لها إلى 1.65 متر (5.5 قدم). تعيش في قاع المياه الاستوائية وشبه الاستوائية.

## معرض صور

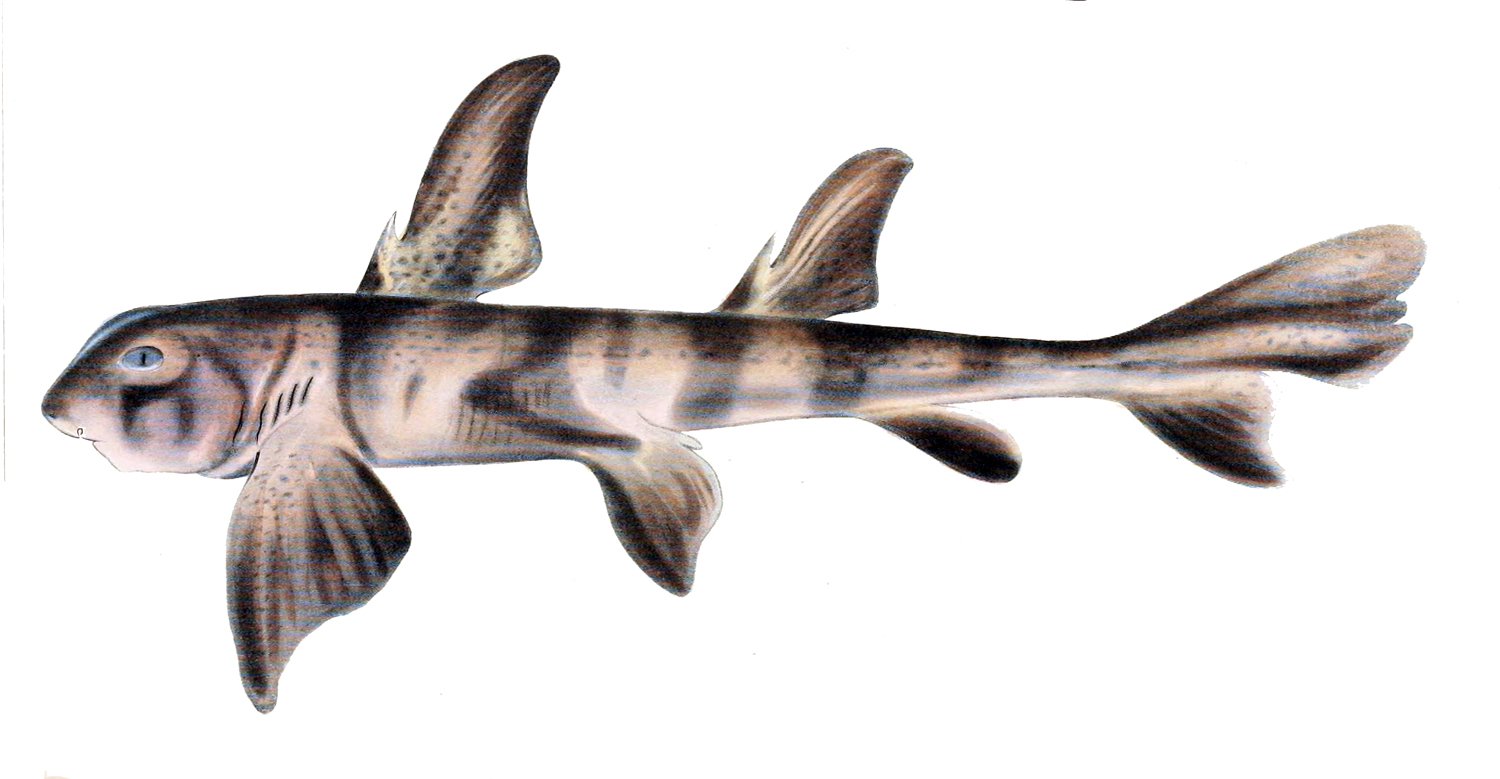
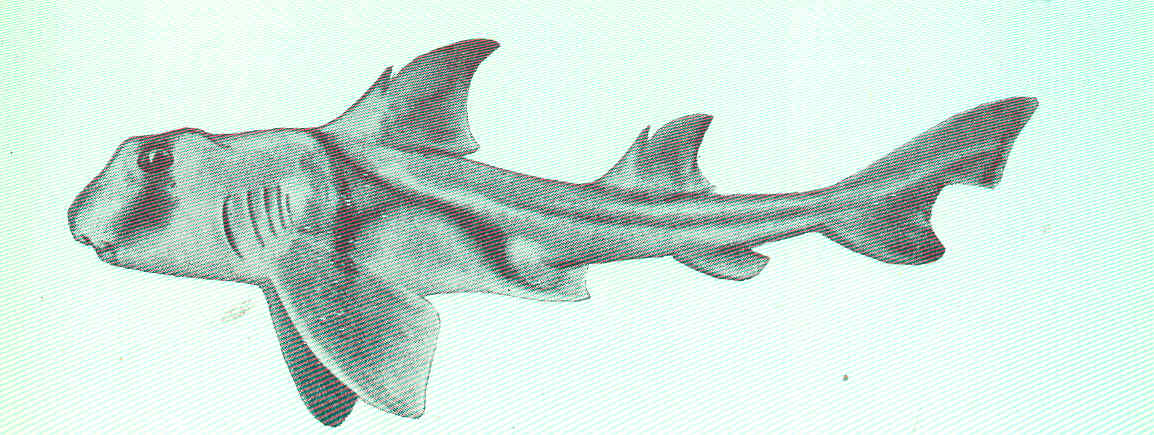
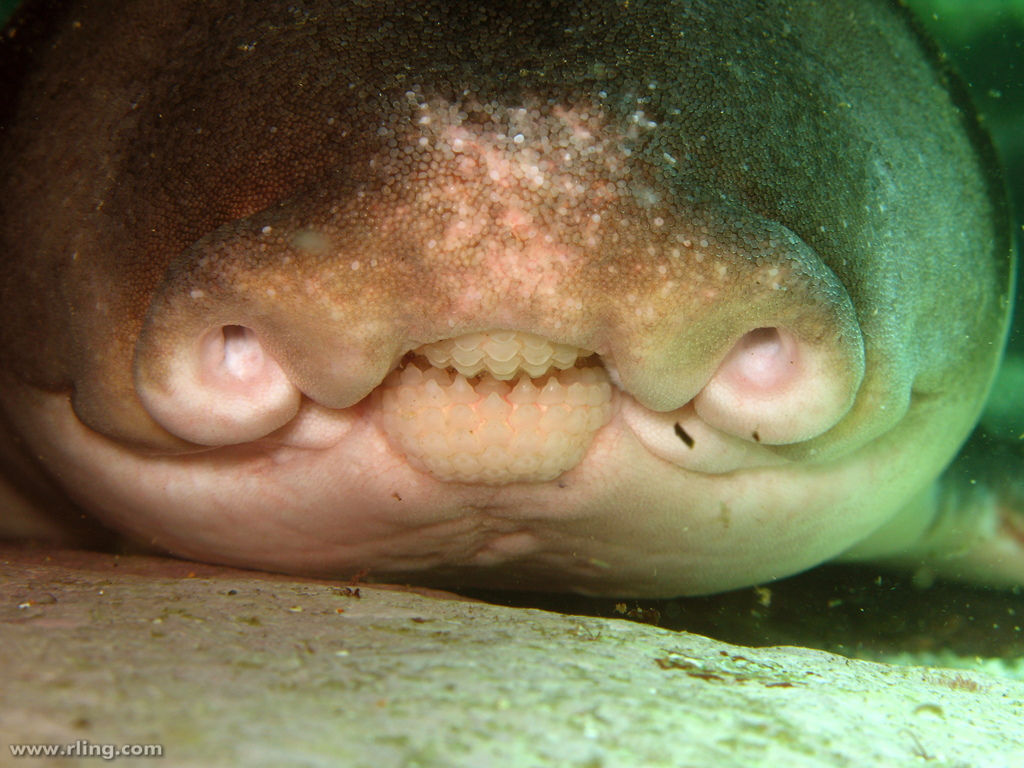